# Wereldkampioenschap rugby 2027
Het elfde Wereldkampioenschap rugby wordt van 1 oktober tot en met 13 november 2027 gehouden in Australië. Het is de derde keer in de historie dat Australië de organisatie van dit toernooi toegewezen heeft gekregen.
Het aantal deelnemende landen wordt met vier uitgebreid, tot in totaal vierentwintig, ten opzichte van het laatste toernooi in Frankrijk in 2023. Tegelijk hiermee zal het toernooi van zeven naar zes weken worden verkort door het aantal landen per poule te verlagen van vijf naar vier. De poulefase zal nu geen vijf maar vier weken duren.
De nummers één en twee van de zes poules gaan samen met de vier beste als 3e geplaatste landen doorgaan naar de 1/8e finales.

## Organisatie en speelsteden
Australië bleef als enige kandidaat over voor het organiseren van het toernooi.

## Gekwalificeerde landen
Omdat Australië het wereldkampioenschap rugby 2027 organiseert is het land automatisch gekwalificeerd.
| Regio        | Land          | Gekwalificeerd via                       |
| ------------ | ------------- | ---------------------------------------- |
| Europa       | Engeland      | in de top 3 groep D WK 2023              |
| Europa       | Frankrijk     | in de top 3 groep A WK 2023              |
| Europa       | Ierland       | in de top 3 groep B WK 2023              |
| Europa       | Italië        | in de top 3 groep A WK 2023              |
| Europa       | Schotland     | in de top 3 groep B WK 2023              |
| Europa       | Wales         | in de top 3 groep C WK 2023              |
| Europa       | Georgië       | Rugby Europe International Championships |
| Europa       | Spanje        | Rugby Europe International Championships |
| Europa       | Roemenië      | Rugby Europe International Championships |
| Europa       | Portugal      | Rugby Europe International Championships |
| Azië         | Japan         | in de top 3 groep D WK 2023              |
| Oceanië      | Nieuw-Zeeland | in de top 3 groep A WK 2023              |
| Oceanië      | Australië     | Gastland                                 |
| Oceanië      | Fiji          | in de top 3 groep C WK 2023              |
| Afrika       | Zuid-Afrika   | in de top 3 groep B WK 2023              |
| Zuid-Amerika | Argentinië    | in de top 3 groep D WK 2023              |